# Märzenbecherwald (Kreis Warendorf)
Das Naturschutzgebiet Märzenbecherwald ist eines der kleinsten Naturschutzgebiete im Kreis Warendorf in Nordrhein-Westfalen. Er trägt seinen Namen nach den dort häufig vorkommenden Frühlingsknotenblumen, die auch Märzenbecher genannt werden. Das etwa 1,6 ha große Gebiet, das im Jahr 1995 unter Naturschutz gestellt wurde, erstreckt sich östlich von Sünninghausen, einem Stadtteil von Oelde. Unweit südlich des Gebietes fließt der Forthbach.
Die Unterschutzstellung erfolgt
- zur Erhaltung eines Erlenbruchwaldes und des nassen Grünlandes mit Kalkflachmooren und Quellaustritten sowie der auf diesem Standort lebenden Tier- und Pflanzengesellschaften, von denen die Pflanzenarten besonders gefährdet sind
- aus wissenschaftlichen und landeskundlichen Gründen
- wegen der Seltenheit, besonderen Eigenart und der hervorragenden Schönheit des Gebietes
- zur Wiederherstellung, Entwicklung, Pflege und Förderung des Bruchwaldes, des feuchten Grünlandes mit den Flachmooren und Quellen und deren Lebensgemeinschaften